# Joe Flanigan
Joe Flanigan, föddes 5 januari 1967 i Los Angeles, Kalifornien, USA, som Joseph Harold Dunnigan III och är en amerikansk skådespelare. Han är mest känd för sin roll som major/överstelöjtnant John Sheppard i Stargate Atlantis. Han har också medverkat i flera andra amerikanska tv-serier, däribland Womens Murder Club och Profiler. Han gästspelade i CSI Miami, avsnitt 14, säsong 2.